# Jonathan Stroud
Jonathan Anthony Stroud (Bedford, Inglaterra, 27 de octubre de 1970) es un escritor británico de libros de fantasía, principalmente orientados a niños y jóvenes.

## Biografía
Jonathan Stroud comenzó a escribir sus primeras historias a los 7 años. Su principal fuente de inspiración fue Enid Blyton, y su obra de Los Cinco. Después de terminar sus estudios de literatura inglesa en la Universidad de York, trabajó en Londres como editor de libros para niños. Durante la década de los 90 empezó a publicar sus propios trabajos y cosechó rápidamente un gran éxito.
En mayo de 1999, Stroud publicó su primera novela «Buried Fire» que daba comienzo a la carrera de Jonathan como escritor. Entre sus obras más destacadas se encuentra la Trilogía de Bartimeo. Una característica especial de estas novelas, comparadas con otras de su mismo género, es que el genio protagonista, Bartimeo, voltea los estereotipos de 'mago bueno' y 'demonio malo' debido a que la saga describe una versión alterna del mundo moderno en el cual los acontecimientos perversos son llevados a cabo por magos corruptos. Los libros en esta serie son El amuleto de Samarkanda, El ojo del Golem, La Puerta de Ptolomeo y El anillo de Salomón. Otro libro del autor es Los doce clanes.
Jonathan Stroud vive en St. Albans, Hertfordshire, con su hija Isabelle y su esposa Gina, ilustradora de libros para niños.

## Obras destacadas

### Serie deBartimeo
- El amuleto de Samarkanda (The Amulet of Samarkand, 2003)
- El ojo del Golem (The Golem's Eye, 2004)
- La puerta de Ptolomeo (Ptolemy's Gate, 2005)
- El anillo de Salomón (The Ring of Solomon, 2010)

### Agencia Lockwood
- La escalera de los gritos (The Screaming Staircase, 2014)
- La calavera de los susurros (The Whispering Skull, 2015)
- El chico vacío (The Hollow Boy, 2015)
- La sombra en llamas (The Creeping Shadow, 2016)
- El enigma de la cripta (The Empty Grave, 2017)

### Otras obras
- Buried Fire (1999)
- Los doce clanes (2009)

- Datos: Q358178
- Multimedia: Jonathan Stroud / Q358178